# Boszorkányperek Portugáliában
A portugáliai boszorkányperek voltak a legritkábbak egész Európában. A szomszédos Spanyolországban működő spanyol inkvizícióhoz hasonlóan a portugál inkvizíció is inkább az eretnekség üldözésére helyezte a hangsúlyt, és a boszorkányságot nem tekintette prioritásnak. Azonban a spanyol inkvizícióval ellentétben, a portugál inkvizíció sokkal hatékonyabban akadályozta meg a világi bíróságokat a boszorkányperek lefolytatásában, és ezért majdnem sikerült megvédenie Portugáliát a boszorkányperektől. Mindössze hét embert végeztek ki varázslásért Portugáliában.

## Történelem
A boszorkányságot bűnként határozták meg a 16. századi Portugáliában. A portugál inkvizíció azonban a zsidóüldözést tekintette fő prioritásának, és csekély érdeklődést mutatott a boszorkányság iránt. A portugál inkvizíció által kivégzettek szinte mindegyike „megtért" (akik a katolikus vallást vették fel) volt, és azokat, akiket kisebb „eretnek bűnök” (köztük boszorkányság) miatt tartóztattak le, általában enyhe büntetést, például vezeklést, pénzbüntetést és gyülekezetükbõl való száműzetést kaptak.
Portugáliában a legnagyobb boszorkányper az 1559-es lisszaboni boszorkányper volt, amely öt kivégzéssel végződött. Ennek eredménye egy újabb kivizsgálás lett, amely 1560-ban egy újabb kivégzéssel végződött Coimbrában. Ezeket a boszorkánypereket világi bíróságok folytatták le. Ezt az eseményt követően minden boszorkánysági per kifejezetten a portugál inkvizíció joghatósága alá került. Ez majdnem a boszorkányüldözések végét okozta Portugáliában az inkvizíció alacsony prioritása miatt, akik inkább a "megtérteket" üldözték.
1626 és 1744 között a portugál inkvizíció 818 ember ellen indított eljárást boszorkányság miatt, akik közül négyet ítéltek halálra, de csak egyet hajtottak végre: Évorában 1626-ban, amikor Luís de la Penhát kivégezték. Ezen hét kivégzés voltak az egyedüli boszorkányos kivégzések, amelyeket Portugáliában hajtottak végre. Az inkvizíció elé terjesztett ügyek többsége ravasz férfiak (saludadores ) és női jósnők ellen irányult. 1760 után a portugál inkvizíció, amely elégedetlen volt az ezekkel az ügyekre elpazarolt idővel, és ehelyett az eretnekség üldözésére akarta fordítani erőfeszítéseit, kijelentette, hogy a boszorkányságot képzeletnek tekintik, és nem fogadnak el további ilyen eseteket.
Néhány embert elítéltek boszorkányságért, de a kivégzésnél enyhébb büntetést kaptak: Pedro Goncalves de Abreu-t 1653-ban, Bartolomeu Martinst 1683-ban, Francisco Luist 1690-ben és Manuel Inaciót 1706-ban nyilvános korbácsolásra, életfogytiglani börtönbüntetésre, bűnbánatra és tulajdonjai elkobzására ítélték. Cristovao Silva Marreios 1785-ben hat év, António José 1802-ben öt év gályarabságot kapott.

### Portugál gyarmatok
Míg a portugál inkvizíció a minimálisra csökkentette a boszorkánypereket Portugáliában, nem ez volt a helyzet a portugál gyarmatokon, ahol a boszorkány kivégzések jóval azután történtek, hogy Portugáliában azok megszűntek. Számos nagy horderejű boszorkányper zajlott le Brazíliában, amelyek halálos ítéletet hoztak. Ezek a perek Brazíliában zajlottak a 18. században, beleértve Ursulina de Jesus esetét 1754-ben és Maria da Conceição (megh. 1798) esetét.

## Fordítás
Ez a szócikk részben vagy egészben  a   Witch trials in Portugal című angol Wikipédia-szócikk ezen változatának fordításán alapul.  Az eredeti cikk szerkesztőit annak laptörténete sorolja fel. Ez a jelzés csupán a megfogalmazás eredetét és a szerzői jogokat jelzi, nem szolgál a cikkben szereplő információk forrásmegjelöléseként.